# Boxe à mains nues

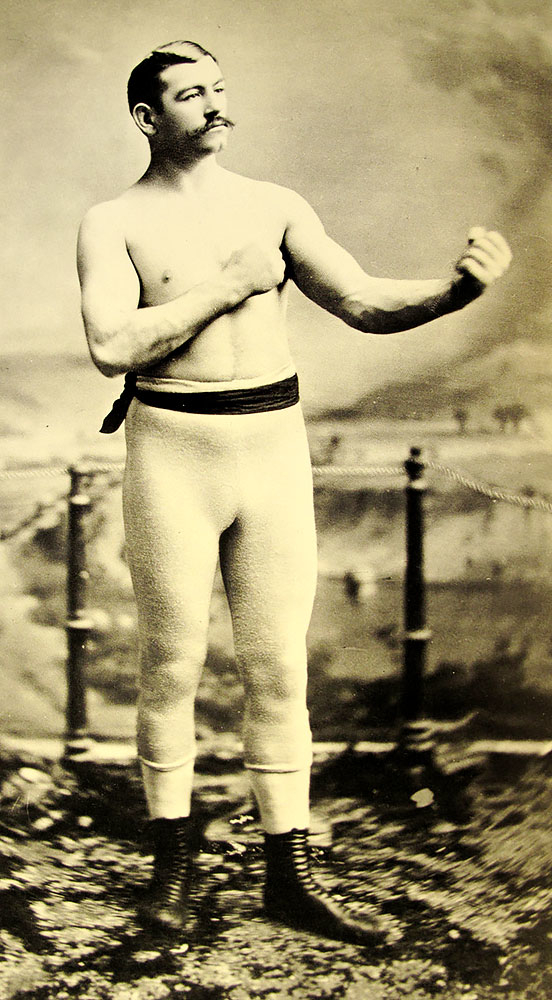
Boxeur à mains nues irlandais-américain John L. Sullivan

La boxe à mains nues est une forme originelle de la boxe moderne, étroitement liée aux anciens sports de combat. Elle consiste en l'affrontement de deux personnes qui se battent sans gants de boxe ou autre rembourrage, à l'exception d'un peu de gaze pour protéger les poignets et les pouces. La boxe à mains nues se distingue du combat de rue par l'existence d'un certain nombre de règles, comme celle de ne pas frapper un adversaire au sol.

## Les origines
Selon Pugilistica, le premier combat à mains nues aurait eu lieu en 1681 en Angleterre. Le premier champion d'Angleterre fut James Figg qui remporta le titre en 1719 et le conserva jusqu'à la fin de sa carrière en 1730.

## Encadrement
En 2018, l'organisation américaine Bare Knuckle Fighting Championship (en) a été la première promotion autorisée à organiser un événement officiel. Basée à Philadelphie et dirigée par l'ex boxeur David Feldman, le BKFC garantit l'héritage historique des combats à mains nues, tout en prescrivant de nouvelles règles propres à garantir la sécurité des combattants.